# Dendrotriton megarhinus
Dendrotriton megarhinus és una espècie d'amfibi urodel de la família Plethodontidae. És endèmica de Mèxic.
El seu hàbitat natural són els montans humits tropicals o subtropicals.